# 2017-es hamburgi terrortámadás
A 2017-es hamburgi terrortámadás július 28-án történt a németországi Hamburgban. A város Barmbek negyedében működő Edeka szupermarketben egy 26 éves férfi figyelmeztetés nélkül előrántott egy machetét, és „Allah Akbar!” kiáltással szurkálni kezdte a vásárlókat, majd elmenekült a helyszínről. A támadásban egy 50 éves férfi azonnal meghalt, egy 50 éves nő és öt férfi (19, 35, 56, 57 és 64 évesek) megsérült, közülük ketten életveszélyesen. A terroristát járókelők fogták el.

## Az elkövető
A rendőrség tájékoztatása szerint a merénylő, Ahmed A. az Egyesült Arab Emírségek területén született. Németországban nyilvántartott iszlamista volt, aki többször arról beszélt, hogy gyűlöli Németországot és a németeket. A muszlim férfi nem kapott menedékjogot, mert nem voltak rendben az okmányai, de a kiutasítás ellenére egy hamburgi migránsszálláson élt.
A Spiegel szerint a férfi a radikális iszlamizmus leginkább elterjedt németországi irányzatával, a szalafizmus követőinek körével állt kapcsolatban. Hozzátették, hogy pszichés problémái voltak és rendszeresen kábítószert fogyasztott.